# Diego López (Fußballspieler, 1974)
Luis Diego López Breijo (* 22. August 1974 in Montevideo) ist ein ehemaliger uruguayischer Fußballspieler und derzeitiger Fußballtrainer. Er spielte auf der Position eines Abwehrspielers und war den Großteil seiner Karriere für den sardischen Klub Cagliari Calcio aktiv.

## Spielerlaufbahn

### Vereine
López startete seine Karriere bei River Plate Montevideo, hier blieb er bis Mitte 1996, bevor er zur Saison 1996/97 zu Racing Santander in die spanische Primera División wechselte. Hier gehörte er zur Stammformation. Zur Saison 1998/99 wechselte López dann zu Cagliari Calcio in die italienische Serie A, wo er mit Ausnahme der ersten Saison in jeder Saison zum Stammpersonal gehörte. Nach über 12 Jahren für den Klub beendete er nach der Saison 2009/10 seine Karriere. Für die Italiener absolvierte er insgesamt 314 Spiele, in denen er sieben Treffer erzielte.

### Nationalmannschaft
López gehörte dem Aufgebot der uruguayischen U-17-Auswahl bei der U-17-Fußball-Weltmeisterschaft 1991 in Italien an. Dort absolvierte er alle drei Spiele mit uruguayischer Beteiligung und schoss beim 1:0-Sieg über die kubanische Nationalelf den einzigen Turniertreffer der Celeste. Er gehörte der uruguayischen U-20-Auswahl bei der U-20-Südamerikameisterschaft 1992 in Kolumbien an. Uruguay schloss das Turnier als Vize-Südamerikameister ab. Im Verlaufe des Turniers wurde er von Trainer Ángel Castelnoble viermal (kein Tor) eingesetzt. Mit der Junioren-Auswahl bestritt er die Junioren-Fußballweltmeisterschaft 1993.
Er war auch Mitglied der uruguayischen Fußball-A-Nationalmannschaft. Für diese absolvierte er von seinem Debüt am 19. Oktober 1994 bis zu seinem letzten Einsatz am 12. November 2005 insgesamt 39 Länderspiele. Ein Tor erzielte er dabei nicht. Mit der Celeste nahm er am FIFA-Konföderationen-Pokal 1997 teil. Den größten Erfolg seiner Spielerkarriere verbuchte der uruguayische Nationalspieler im Jahr 1995, als er mit seinem Heimatland die Copa América im eigenen Land gewann.

## Trainerkarriere
Bei Cagliari Calcio war López seit Juli 2012 für die Mannschaft in der Primavera verantwortlich. Bei den Italienern löste er nach dem sechsten Spieltag der Spielzeit 2012/13 gemeinsam mit Ivo Pulga Massimo Ficcadenti als Trainer der Serie-A-Mannschaft ab. Teilweise wird er dabei als Co-Trainer bezeichnet. Im Dezember 2013 wird er von Vereinsseite als hauptverantwortlicher Trainer geführt. Andere Quellen datieren seine Cheftrainerrolle bei Cagliari auf den Zeitraum Juli 2013 bis April 2014. Am 1. Juli 2014 wurde López als neuer Trainer des FC Bologna vorgestellt. Am 4. Mai 2015 wurde er von seinen Aufgaben als Cheftrainer bei den Italienern entbunden. Ende Januar 2017 übernahm er als Nachfolger von Eugenio Corini die Cheftrainerposition bei US Palermo. Er unterschrieb einen bis zum 30. Juni 2018 laufenden Vertrag. Am 11. April 2017 wurde er bereits wieder entlassen. Zu diesem Zeitpunkt belegte der Klub den vorletzten Tabellenplatz der Serie A.
Am 18. Oktober 2017 wurde López als Nachfolger von Massimo Rastelli bei Cagliari Calcio vorgestellt. Nach seiner Rückkehr in die Heimat 2018 bis 2019 bei Peñarol Montevideo, mit denen er trotz fünf Punkte Rückstand 2018 noch Meister wurde, trainierte er Brescia Calcio gleich zweimal. Sein erstes Engagement endete nach der Relegation am 12. August 2020. Luigi Delneri folgte auf López, doch wurde am 6. Oktober wieder eingestellt. Nach einer Serie von drei Niederlagen infolge wurde López bei Brescia wieder entlassen. Ab Juni 2022 trainierte der Uruguayer das chilenische Hauptstadtteam von CF Universidad de Chile, wurde aber nach nur drei Monaten wegen schlechter Ergebnisse vorzeitig entlassen.